# Svenska kyrkans kapitalförvaltningsråd
Svenska kyrkans kapitalförvaltningsråd ansvarar genom delegation från kyrkostyrelsen för kapitalförvaltningen på den nationella nivån och arbetar fortlöpande med att utveckla förvaltningen och finanspolicyn. Den 31 december 2022 uppgick det förvaltade kapitalet till cirka 10 miljarder kronor.